# Turner Prize

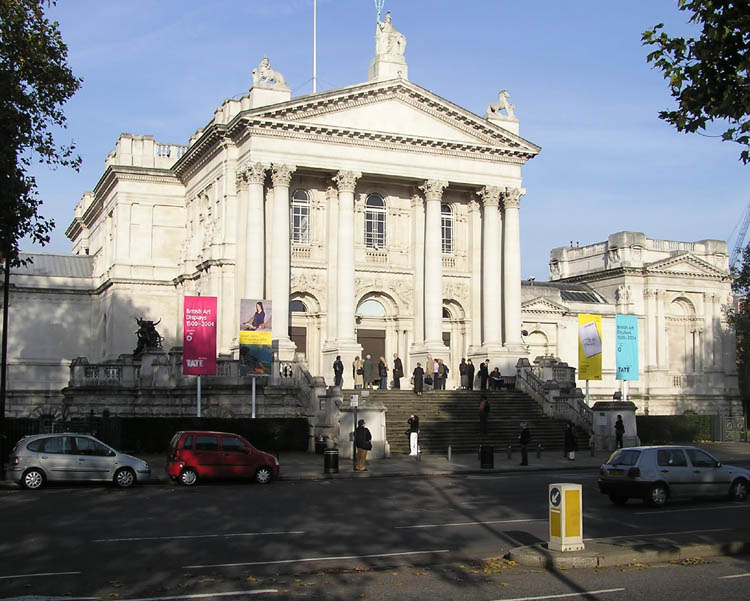
Tate Britain: De plaats waar de Turner Prize wordt uitgereikt

De Turner Prize, genoemd naar de Engelse schilder William Turner, is een jaarlijks toe te kennen prijs voor een Brits kunstenaar. Tot de uitreiking van 2016 was het een vereiste dat de winnaar onder de vijftig jaar oud moest zijn. In 2017 is deze eis losgelaten.
De organisatie ligt bij de Tate Gallery en is ingesteld in 1984. Het is publicitair Engelands belangrijkste kunstprijs geworden. De prijs wordt tegenwoordig het meest geassocieerd met conceptuele kunst, alhoewel alle kunstvormen meedingen en menig schilder de prijs heeft gewonnen.
Sinds 2004 bedraagt het prijzengeld £40,000.
De prijs is zowat het equivalent van de Prijs Jonge Belgische Schilderkunst in België, de Prix Marcel Duchamp in Frankrijk en The Vincent Award in Nederland.

## Lijst van de genomineerden en winnaars
- 1984 – Malcolm Morley
  - Richard Deacon
  - Gilbert & George
  - Richard Long
- 1985 – Howard Hodgkin
  - Terry Atkinson
  - Tony Cragg
  - Ian Hamilton Finlay
  - Milena Kalinovska
  - John Walker
- 1986 – Gilbert & George
  - Art & Language
  - Victor Burgin
  - Derek Jarman
  - Steven McKenna
  - Bill Woodrow
- 1987 – Richard Deacon
  - Patrick Caulfield
  - Helen Chadwick
  - Richard Long
  - Declan McGonagle
  - Thérèse Oulton
- 1988 – Tony Cragg
  - Lucian Freud
  - Richard Hamilton
  - Richard Long
  - David Mach
  - Boyd Webb
  - Alison Wilding
  - Richard Wilson
- 1989 – Richard Long
- Geen genomineerden wel "commended":
  - Gillian Ayres
  - Lucian Freud
  - Giuseppe Penone
  - Paula Rego
  - Sean Scully
  - Richard Wilson
- 1990 – geen
- 1991 – Anish Kapoor
  - Ian Davenport
  - Fiona Rae
  - Rachel Whiteread
- 1992 – Grenville Davey
  - Damien Hirst
  - David Tremlett
  - Alison Wilding
- 1993 – Rachel Whiteread
  - Hannah Collins
  - Vong Phaophanit
  - Sean Scully
- 1994 – Antony Gormley
  - Willie Doherty
  - Peter Doig
  - Shirazeh Houshiary
- 1995 – Damien Hirst
  - Mona Hatoum
  - Callum Innes
  - Mark Wallinger
- 1996 – Douglas Gordon
  - Craigie Horsfield
  - Gary Hume
  - Simon Pattersonn
- 1997 – Gillian Wearing
  - Christine Borland
  - Angela Bulloch
  - Cornelia Parker
- 1998 – Chris Ofili
  - Tacita Dean
  - Cathy de Monchaux
  - Sam Taylor-Wood
- 1999 – Steve McQueen
  - Tracey Emin
  - Steven Pippin
  - Jane und Louise Wilson
- 2000 − Wolfgang Tillmans
  - Glenn Brown
  - Michael Raedecker
  - Tomoko Takahashi
- 2001 – Martin Creed
  - Richard Billingham
  - Isaac Julien
  - Mike Nelson
- 2002 – Keith Tyson
  - Fiona Banner
  - Liam Gillick
  - Catherine Yass
- 2003 – Grayson Perry
  - Jake und Dinos Chapman
  - Willie Doherty
  - Anya Gallaccio
- 2004 – Jeremy Deller
  - Kutluğ Ataman
  - Langlands and Bell
  - Yinka Shonibare
- 2005 – Simon Starling
  - Darren Almond
  - Gillian Carnegie
  - Jim Lambie
- 2006 – Tomma Abts
  - Phil Collins
  - Mark Titchner
  - Rebecca Warren
- 2007 – Mark Wallinger
  - Zarina Bhimji
  - Nathan Coley
  - Mike Nelson
- 2008 – Mark Leckey
  - Runa Islam
  - Goshka Macuga
  - Cathy Wilkes
- 2009 – Richard Wright
  - Enrico David
  - Roger Hiorns
  - Lucy Skaer
- 2010 – Susan Philipsz
  - Dexter Dalwood
  - Angela de la Cruz
  - The Otolith Group
- 2011 – Martin Boyce
  - Karla Black
  - Hilary Lloyd
  - George Shaw
- 2012 – Elizabeth Price
  - Spartacus Chetwynd
  - Luke Fowler
  - Paul Noble
- 2013 – Laure Prouvost
  - Tino Sehgal
  - David Shrigley
  - Lynette Yiadom-Boakye
- 2014 – Duncan Campbell
  - Ciara Phillips
  - James Richards
  - Tris Vonna-Michell
- 2015 – Assemble
  - Bonnie Camplin
  - Janice Kerbel
  - Nicole Wermers
- 2016 – Helen Marten
  - Anthea Hamilton
  - Josephine Pryde
  - Michael Dean
- 2017 - Lubaina Himid
  - Hurvin Anderson
  - Andrea Buttner
  - Rosalind Nashashibi
- 2018 - Charlotte Prodger
  - Forensic Architecture
  - Naeem Mohaiemen
  - Luke Willis Thompson
- 2019 - Lawrence Abu Hamdan, Helen Cammock, Oscar Murillo en Tai Shani
- 2020 - Vanwege de Covid pandemie geen prijs, alleen tien beurzen toegekend.
- 2021 - Array Collective
  - Black Obsidian Sound System
  - Cooking Sections
- 2022 - Veronica Ryan
  - Heather Phillipson
  - Ingrid Pollard
  - Sin Wai Kin
- 2023 - Jesse Darling
  - Ghislaine Leung
  - Barbara Walker
  - Rory Pilgrim
- 2024 - Jasleen Kaur
  - Pio Abad
  - Claudette Johnson
  - Delaine Le Bas